# Пальмитат лития
Пальмитат лития — химическое соединение,
соль лития и пальмитиновой кислоты с формулой LiC15H31COO,
бесцветные (белые) кристаллы,
слабо растворяется в воде.

## Физические свойства
Пальмитат лития образует бесцветные (белые) кристаллы.
Слабо растворяется в воде, этаноле, диэтиловом эфире.